# Max Maria von Weber
Christian Philipp Max Maria von Weber, född 25 april 1822 i Dresden, död 18 april 1881 i Berlin, var en tysk järnvägsingenjör, ämbetsman och skriftställare, son till Carl Maria von Weber.
Weber blev 1850 direktör för sachsiska telegrafverket och 1852 medlem av sachsiska järnvägsstyrelsen, var 1870-1875 föredragande råd vid österrikiska handelsministeriet och från 1878 vid det preussiska.
Genom sina skrifter lade han den vetenskapliga grunden till olika grenar av järnvägsväsendet. Här kan nämnas Technik des Eisenbahnbetriebs (1854), Die Schule des Eisenbahnwesens (1857; fjärde upplagan 1885; "Jernvägs-skola", 1857), som översattes till en mängd språk. Han författade jämväl en biografi över sin far (tre band, 1864-1866) och skönlitterära arbeten (bland annat Werke und Tage, 1869).